# Hermann Felsner
Hermann Felsner (né le 1er avril 1889 à Vienne en Autriche-Hongrie, aujourd'hui en Autriche, et mort le 6 février 1977 ) est un joueur de football autrichien, devenu ensuite entraîneur.

## Biographie

### Carrière de joueur
Il commence sa carrière de joueur dans un club de sa ville natale, le Wiener Sport-Club, à 20 ans. Il reste 10 ans au club avant de mettre un terme à sa carrière à cause d'une blessure. Lauréat en jurisprudence et instructeur de gymnastique, il part alors vivre en Italie pour entamer une nouvelle carrière d'entraîneur.

### Carrière d'entraîneur
Le président de Bologne Football Club 1909, Cesare Medica, recherchant un entraîneur professionnel pour son équipe, fit une annonce dans la page économie d'un quotidien viennois, et envoya le joueur Arrigo Gradi comme émissaire à Vienne. Le club fut séduit par la candidature de Felsner, qui avait déjà suivit deux stages d'entraîneur en Angleterre.
Il arrive donc dans la péninsule italienne en 1920, faisant ainsi partie de cette longue liste de personnalités de l'ex-Autriche-Hongrie ayant rejoint l'Italie pour entraîner, le football autrichien ayant à l'époque le vent en poupe. Il devient cette même année le premier officiel de l'histoire du Bologne Football Club 1909, touchant un salaire élevé pour l'époque selon les termes du contrat (6927 lires pour le premier trimestre 1921).
Il s'imposera tout de suite au club avec ses idées et sa forte rigueur tactique, et restera au bout de 11 années passés chez les bolonais comme l'un des entraîneurs les plus titrés des Rossoblù (avec quatre titres de champions d'Italie en 1924-25, 1928-29, 1938-39 et 1940-41).
En 1931, il part pour deux saisons chez la Fiorentina, avant de prendre les rênes du Sampierdarenese, avec qui il termine champion de Serie B en 1933-34.
En 1936, Felsner prend en charge le Genova 1893 avec qui il remporte la coupe d'Italie lors de sa première saison, avant d'ensuite entraîner le Milan AS puis de retourner pour une seconde période à Bologne entre 1938 et 1942.
Après la guerre, il s'engage avec Livourne pour une dernière expérience.

## Palmarès
| Wiener SC - Challenge Cup (1) : - Vainqueur : 1911.                                                                                             |  | \| Bologne - Championnat d'Italie (4) : - Champion : 1924-25, 1928-29, 1938-39 et 1940-41. - Vice-champion : 1920-21, 1923-24, 1925-26 et 1926-27. \| \| Sampierdarenese - Championnat d'Italie D2 (1) : - Vainqueur : 1933-34. \| \| Genova 1893 - Coupe d'Italie (1) : - Vainqueur : 1936-37. \| |  |                                                           |
| Bologne - Championnat d'Italie (4) : - Champion : 1924-25, 1928-29, 1938-39 et 1940-41. - Vice-champion : 1920-21, 1923-24, 1925-26 et 1926-27. |  | Sampierdarenese - Championnat d'Italie D2 (1) : - Vainqueur : 1933-34. |  | Genova 1893 - Coupe d'Italie (1) : - Vainqueur : 1936-37. |